# Posi-Tone Records
Posi-Tone Records is een Amerikaans platenlabel dat jazz-platen uitbrengt. Het is gevestigd in Los Angeles.
Op Posi-Tone Records is muziek uitgekomen van onder meer Ralph Bowen, Steve Davis, Wayne Escoffery,  John Escreet, Orrin Evans, Jared Gold, Noah Haidu, Sam Rivers, Jim Rotondi, Travis Sullivan, Doug Webb, Brandon Wright, Sam Yahel en Jordan Young.